# 록키 3
록키 3(Rocky III)은 1982년 개봉한 미국의 영화로 록키의 세 번째 시리즈이다.

## 출연진
- 실베스터 스탤론 - 록키 발보아
- 탈리아 샤이어 - 에이드리엔
- 버트 영 - 폴리
- 칼 웨더스 - 아폴로 크리드
- 버지스 메러디스 - 미키 골드밀
- 토니 버턴 - 듀크
- 미스터 티 - 크러버 랭

## KBS 성우진
- 이정구 - 록키(실베스터 스탤론)
- 김준 - 클로버 랭(미스터 티)
- 임은정 - 아드리안(탈리아 샤이어)
- 장승길 - 아폴로(칼 웨더스)
- 온영삼 - 미키(버지스 메러디스)
- 조동희 - 폴리(버트 영)
- 김민규
- 이정은
- 김규식
- 이봉준
- 신흥철
- 김익태
- 김정주

## 줄거리
챔피언의 본때를 보여준 록키에게 클러버 랭(미스터 티)이 도전장을 던진다. 난폭하고 잔인한 선수로 알려진 클러버 랭과 록키의 매치가 시작한 날에 록키의 패배와 동시에 미키가 사망하는 일이 생긴다. 아폴로에게 발탁된 록키는 아폴로의 아래에서 훈련을 받으면서, 리매치에 나가 클러버 랭을 물리치고 타이틀을 되찾는다.